# Pisarovina
Pisarovina – wieś w Chorwacji, w żupanii zagrzebskiej, w gminie Pisarovina. W 2011 roku liczyła 440 mieszkańców.